# Мухаммад Якуб Бухари
Мухаммед Якуб ибн Даниялбий  (узб.  Muhammad Yoqub ibn Doniyolbiy , 1771—1831) — узбекский  историк Бухарского эмирата.

## Биография

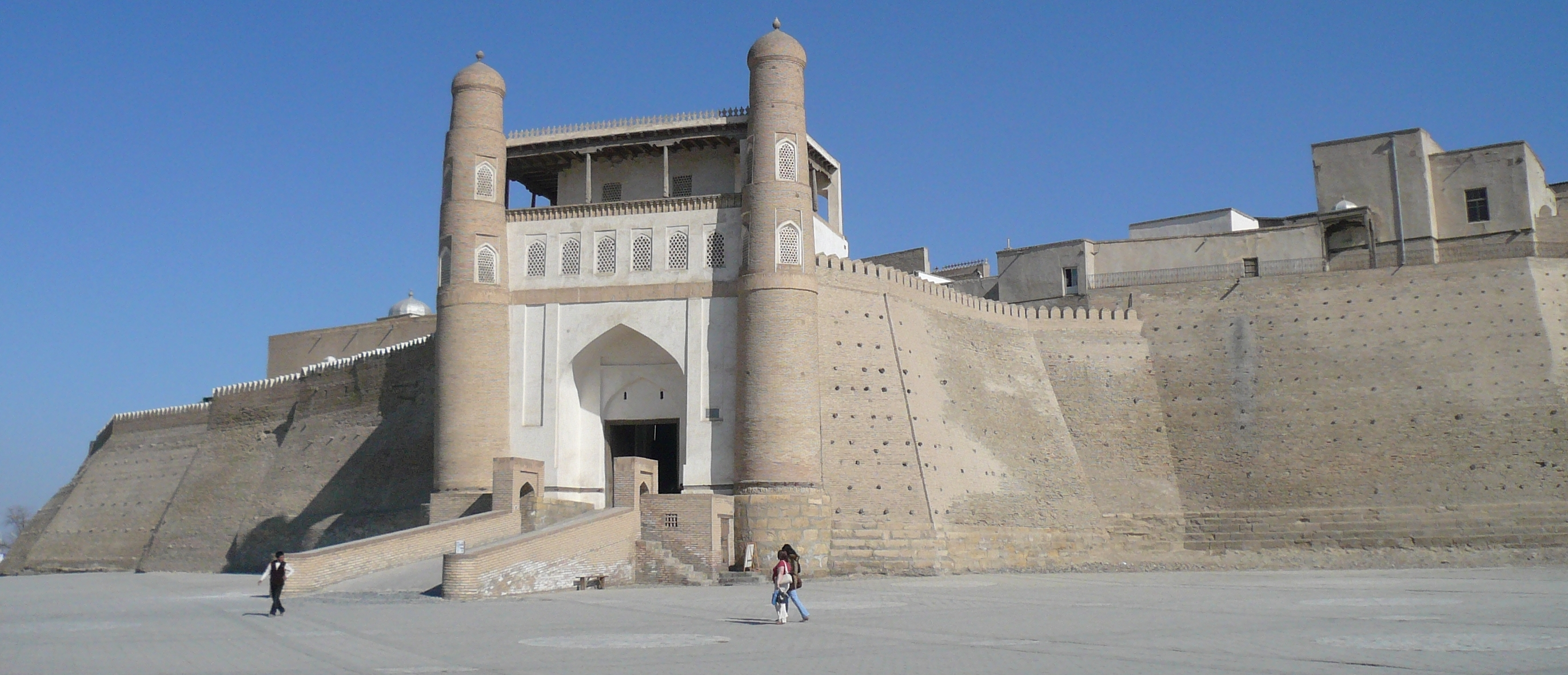
Крепость Бухары

Мухаммед Якуб ибн Даниялбий родился в 1771 году в семье бухарского правителя аталыка Даниялбия. Он был его двенадцатым сыном.

## Творчество
Мухаммед Якуб был автором исторического произведения «Гулшан ал-мулук» – «Сад царских роз».
«Гулшан ал-мулук» он начал писать в 1824 году и закончил в 1831 году. Большой интерес представляют сведения о политической жизни Бухарского эмирата вплоть до 1830 года. Эта часть труда была переведена и подготовлена в качестве диссертации Д.Г.Вороновским.
Другим вариантом этого произведения является так называемое «Рисола» Мухаммад Якуба, рукопись, которой хранится в Петербургском отделении Института востоковедения.

## Смерть
Скончался в Бухаре после 1831 года.